# Queen’s Lecture
Die Queen’s Lectures sind eine Vortragsreihe an der Technischen Universität Berlin, die anlässlich des Besuches der Königin Elisabeth II. am 27. Mai 1965 in Berlin als ein Geschenk der Briten an die Stadt Berlin eingeführt wurde.
An jedem Jahrestag des Besuches sollte ein renommierter britischer Wissenschaftler einen Vortrag über sein Fachgebiet halten. Am 26. Mai 1966 wurde die Reihe eröffnet. Bis 1975 fand jährlich ein Vortrag statt, bis es nach der Vorlesung von Michael Swann im Jahr 1975 zu einer über 20 Jahre andauernden Unterbrechung kam.
Erst 1996, am 50. Jahrestag der Neugründung der TU Berlin, kündigte die britische Gesandte Rosemary Spencer die Wiederaufnahme der Vorlesungsreihe an. Ein Jahr darauf erhielt John R. Krebs die Ehre, die von da an wieder jährlich stattfindende Reihe mit einem Vortrag zu eröffnen.
Zum 50. Jubiläum der Queen’s Lectures im Jahr 2015 besuchte Königin Elisabeth II. gemeinsam mit ihrem Gemahl Prinz Philip, Herzog von Edinburgh, persönlich die Veranstaltung. Weitere Ehrengäste des Festaktes mit Vortrag, Konzert und Präsentationen studentischer Projekte waren Bundespräsident Joachim Gauck, Bundeskanzlerin Angela Merkel und Berlins Regierender Bürgermeister Michael Müller.

## Übersicht
| 8. November 2023  | Winfried Hensinger             | Constructing the world’s most incredible machines: Quantum Computers                    |
| 7. November 2022  | Sarah Sharples                 | A Human-centred Future of Mobility                                                      |
| 1. November 2021  | Sanam Naraghi Anderlini        | Blueprint for Peace in the C21st: So little done, but it’s not too late                 |
| 4. November 2020  | Emily Shuckburgh               | A blueprint for a green future                                                          |
| 11. November 2019 | Corinne Le Quéré               | The interactions between climate change and the carbon cycle and the future we choose   |
| 5. November 2018  | Susan Jebb                     | Übergewicht, Gesundheit und Politik                                                     |
| 21. November 2017 | Zoubin Ghahramani              | Künstliche Intelligenz und maschinelles Lernen                                          |
| 1. November 2016  | Turi King                      | King Richard III: the resolution of a 500 year old mystery                              |
| 24. Juni 2015     | Neil MacGregor                 | Symbols of a Nation                                                                     |
| 24. November 2014 | Dame Wendy Hall                | Whose Web is it Anyway?                                                                 |
| 4. November 2013  | Paul Dolan                     | Happiness by design                                                                     |
| 19. November 2012 | David Phillips                 | Prosperity through Chemistry                                                            |
| 14. Dezember 2011 | Mike Brady                     | Robots are coming to places near you                                                    |
| 6. Dezember 2010  | Richard J. Parker              | Clean Sky, Green Sky                                                                    |
| 4. Februar 2010   | Martin Evans                   | Mice, Men and Medicine                                                                  |
| 20. November 2008 | Ian Stewart                    | Do We Need Mathematicians?                                                              |
| 29. November 2007 | Peter Pearson                  | Energy Systems In Transition – No Future Without Innovation?                            |
| 14. November 2006 | Lord Rees of Ludlow            | 21st Century Science: Cosmic Perspectives and terrestrial challenges                    |
| 1. Dezember 2005  | Mike Hulme                     | Discovering Climate Change: From Tyndall to Hollywood                                   |
| 23. Juni 2003     | Ian Wilmut                     | DNA and Dolly                                                                           |
| 5. Dezember 2002  | Howard Newby                   | The management of change in higher education                                            |
| 8. November 2001  | Sir Peter Jonas                | Art and music theatre - the battleground of tolerance                                   |
| 14. Dezember 2000 | Susan A. Greenfield            | The Brain of the Future                                                                 |
| 4. November 1999  | Anthony Giddens                | The Third Way and its Critics                                                           |
| 27. November 1998 | Richard Rogers                 | Cities of tomorrow                                                                      |
| 1. Dezember 1997  | John R. Krebs                  | Science and Sustainability                                                              |
| 29. Mai 1975      | Michael Swann                  | Freiheit und Grenzen im Rundfunkwesen - die englische Erfahrung                         |
| 13. Juni 1974     | Peter Hall                     | Zeichen der Vergangenheit und Gegenwart - Auf der Suche nach dem Sinn des Theaters      |
| 23. Mai 1973      | Brian Flowers                  | Wissenschaft und Europa                                                                 |
| 24. Mai 1972      | Anthony Blunt                  | Die königlichen Sammler Europas                                                         |
| 29. Oktober 1971  | Barbara Ward, Baroness Jackson | Die reichen und die armen Nationen                                                      |
| 27. Mai 1970      | Bernard Lovell                 | Das Verständnis des Menschen vom Universum                                              |
| 27. Mai 1969      | Kenneth M. Clark               | Zeichen - Symbol - symbolisches Bild                                                    |
| 27. Mai 1968      | Sir Mortimer Wheeler           | Die Zukunft der Vergangenheit. Ein Archäologe blickt vorwärts                           |
| 22. Mai 1967      | Eric Ashby                     | Die Zukunft der Universitätsidee des 19. Jahrhunderts in Großbritannien und Deutschland |
| 26. Mai 1966      | Denys Wilkinson                | Europäische Zusammenarbeit auf wissenschaftlichem Gebiet                                |